# Slavibor
Slavibor (9. století? – 894?) byl otec svaté Ludmily. Podle Kosmovy kroniky české a Kristiánovy legendy byl pšovským vévodou, naopak Prolog o svaté Ludmile uvádí, že byl milčanským knížetem.
Praví se, že vévoda Slavibor založil hrad Houska roku 878, který tehdy sloužil ještě jako hradiště, jak naznačuje Kronika česká sepsaná Václavem Hájkem z Libočan. Hradiště nazval po svém údajném synu Houskovi.